# Myrmecotypus fuliginosus
Myrmecotypus fuliginosus är en spindelart som beskrevs av Octavius Pickard-Cambridge 1894.
Myrmecotypus fuliginosus ingår i släktet Myrmecotypus och familjen flinkspindlar. Inga underarter finns listade i Catalogue of Life.